# Валёй
Валёй (фр. Valeuil) — коммуна во Франции, находится в регионе Аквитания. Департамент — Дордонь. Входит в состав кантона Брантом. Округ коммуны — Перигё.
Код INSEE коммуны — 24561.

## География

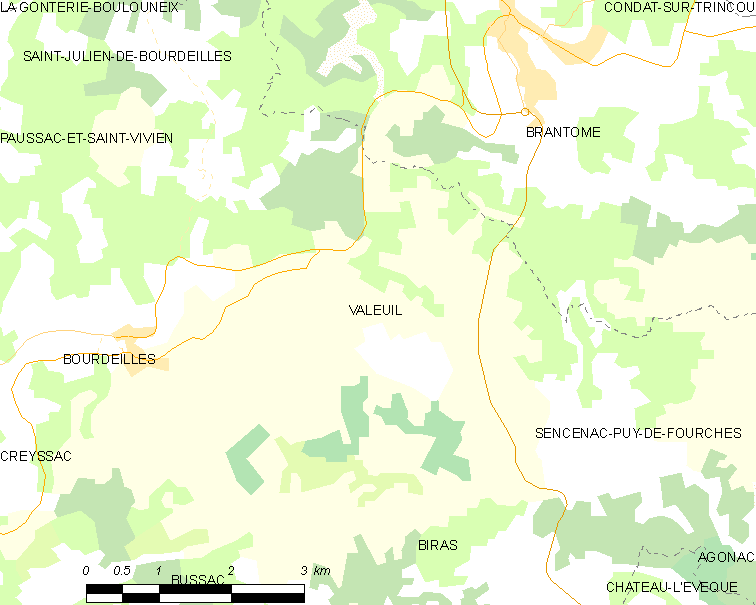
Карта коммуны

Коммуна расположена приблизительно в 420 км к югу от Парижа, в 110 км северо-восточнее Бордо, в 19 км к северо-западу от Перигё.
По территории коммуны протекает река Дрон.

### Климат
Климат умеренный океанический со средним уровнем осадков, которые выпадают преимущественно зимой. Лето здесь долгое и тёплое, однако также довольно влажное, здесь не бывает регулярных периодов летней засухи. Средняя температура января — 5 °C, июля — 18 °C. Изредка вследствие стечения неблагоприятных погодных условий может наблюдаться непродолжительная засуха или случаются поздние заморозки. Климат меняется очень часто, как в течение сезона, так и год от года.

## Население
Население коммуны на 2010 год составляло 396 человек.
| 1962 | 1968 | 1975 | 1982 | 1990 | 1999 | 2010 |
| ---- | ---- | ---- | ---- | ---- | ---- | ---- |
| 323  | 286  | 267  | 290  | 283  | 356  | 396  |

## Администрация
| Период | Период | Фамилия         | Партия        | Примечания          |
| ------ | ------ | --------------- | ------------- | ------------------- |
| 1945   | 1956   | Луи Оже         |               | страховой агент     |
| 1956   | 1959   | Жан Мериго      |               |                     |
| 1959   | 1983   | Жан Рабье       |               |                     |
| 1983   | 1995   | Ги Жиронс       |               |                     |
| 1995   | 2001   | Одетта Башарети |               |                     |
| 2001   | 2020   | Паскаль Мазуо   | Разные правые | банковский служащий |

## Экономика
В 2010 году среди 262 человек трудоспособного возраста (15-64 лет) 198 были экономически активными, 64 — неактивными (показатель активности — 75,6 %, в 1999 году было 75,8 %). Из 198 активных жителей работали 181 человек (97 мужчин и 84 женщины), безработных было 17 (7 мужчин и 10 женщин). Среди 64 неактивных 25 человек были учениками или студентами, 35 — пенсионерами, 4 были неактивными по другим причинам.

## Достопримечательности
- Церковь Св. Пантелеимона (XII век). Исторический памятник с 1974 года[5]
- Замок Рамфор (XIII век). Исторический памятник с 1980 года[6]
- Замок Андриво (XIX век)[7]
- Замок Бьярд (XVIII век)[8]
- Замок Гранж (XIX век)[9]
- Дольмен Лапружес, или Пьер-Руй (эпоха неолита). Исторический памятник с 1960 года[10]
- Мегалит Куту (протоисторический период). Исторический памятник с 1962 года[11]

## Фотогалерея

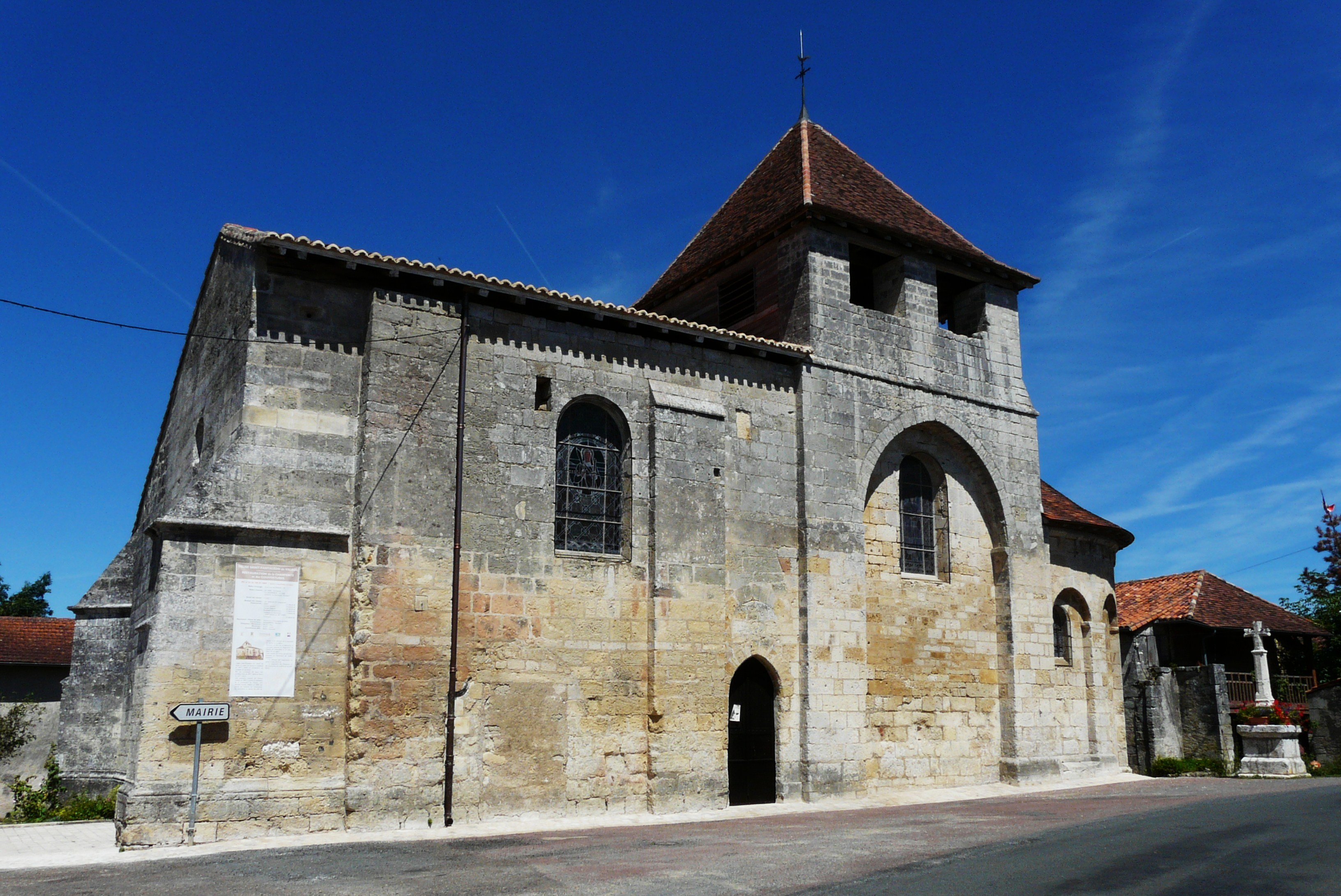
Церковь Св. Пантелеимона
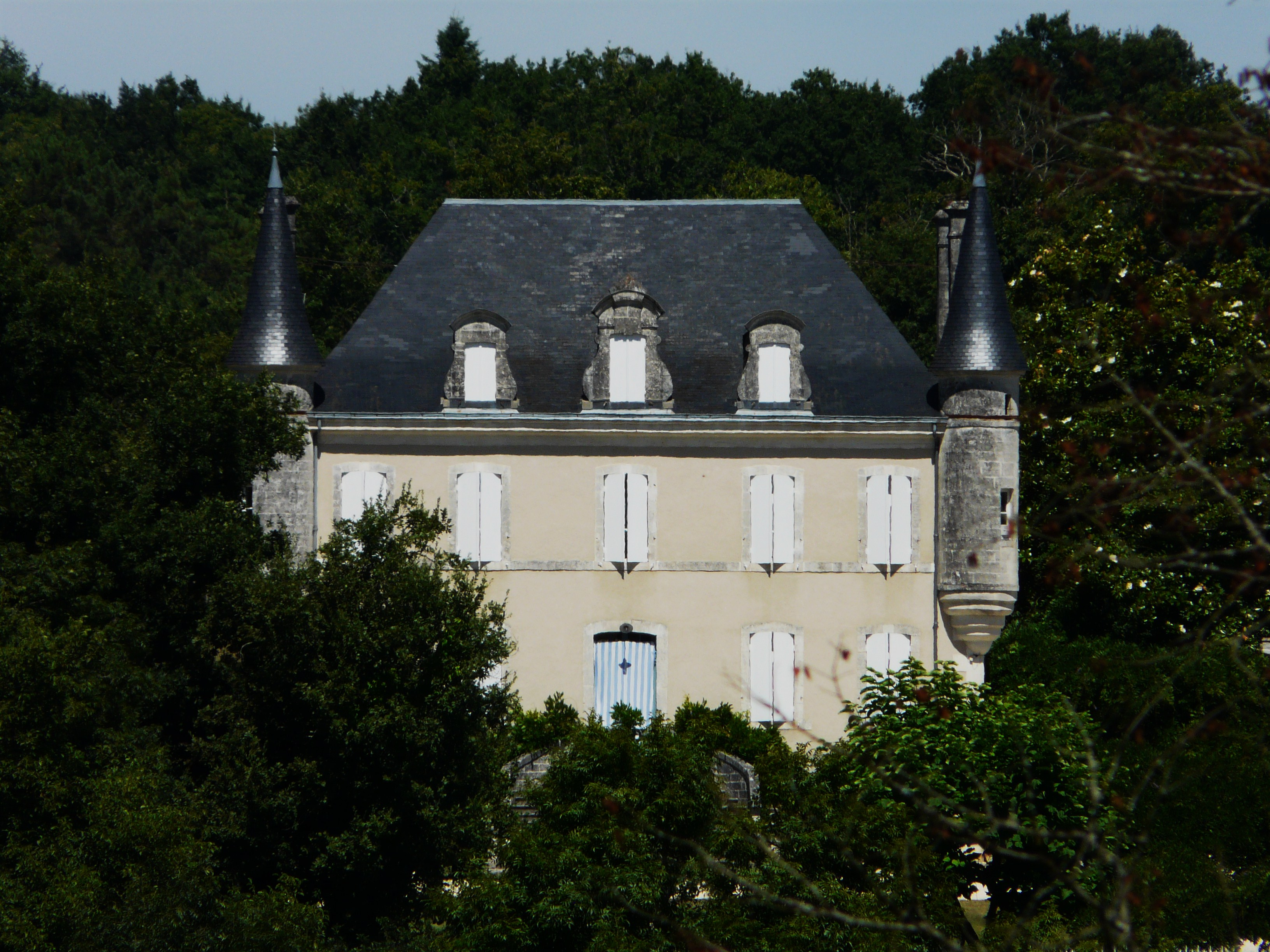
Замок Андриво
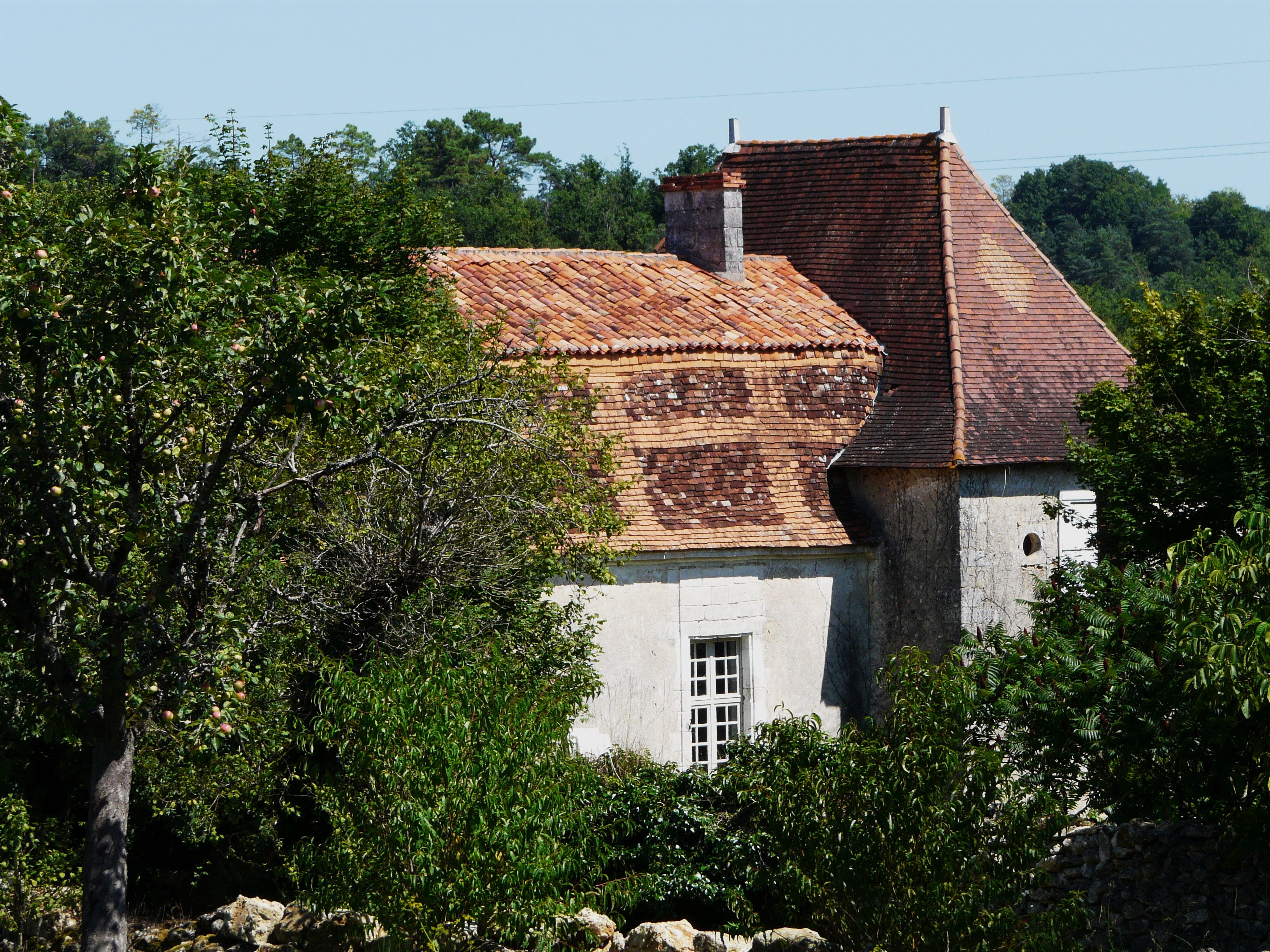
Замок Бьярд
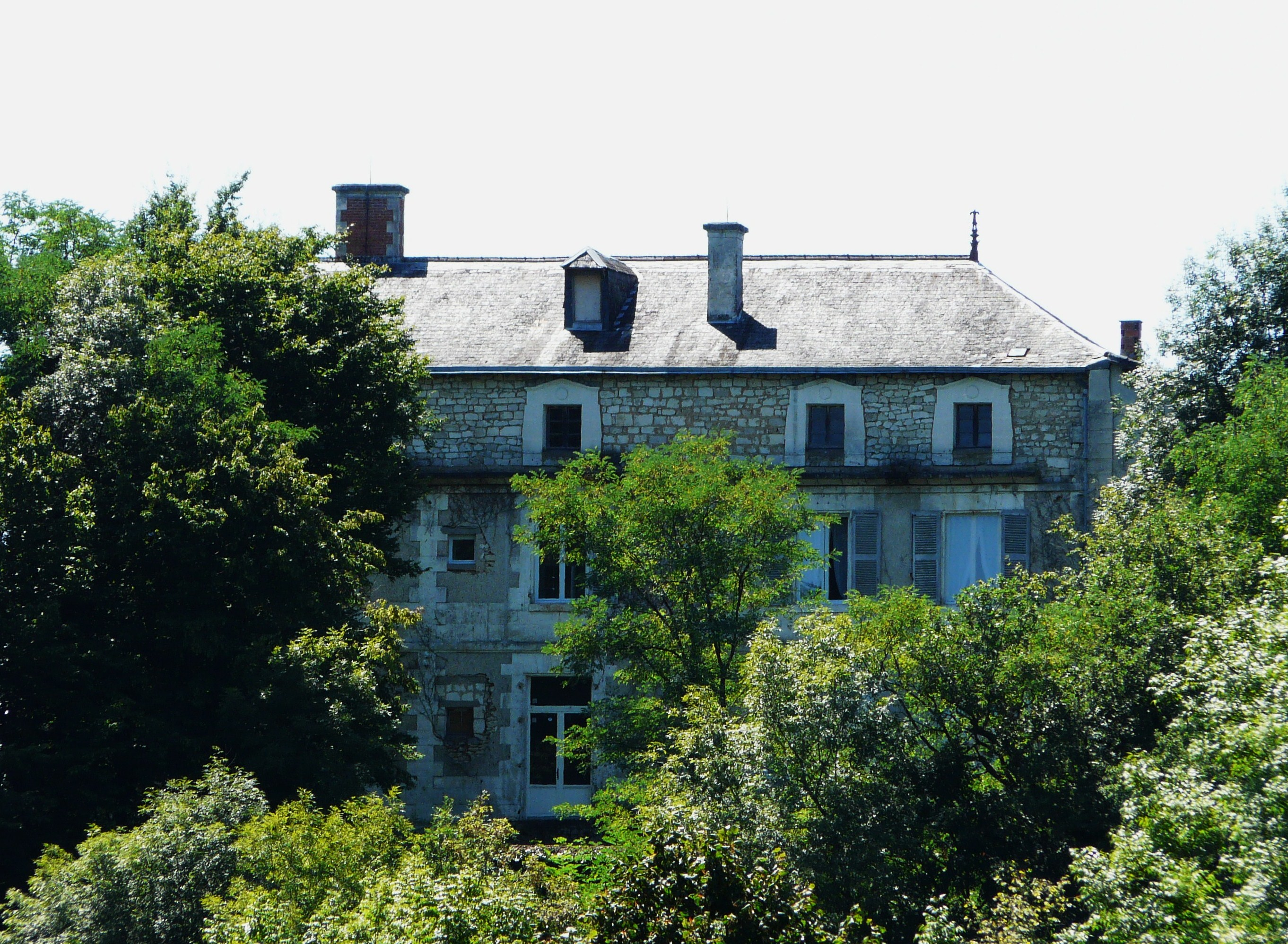
Замок Гранж
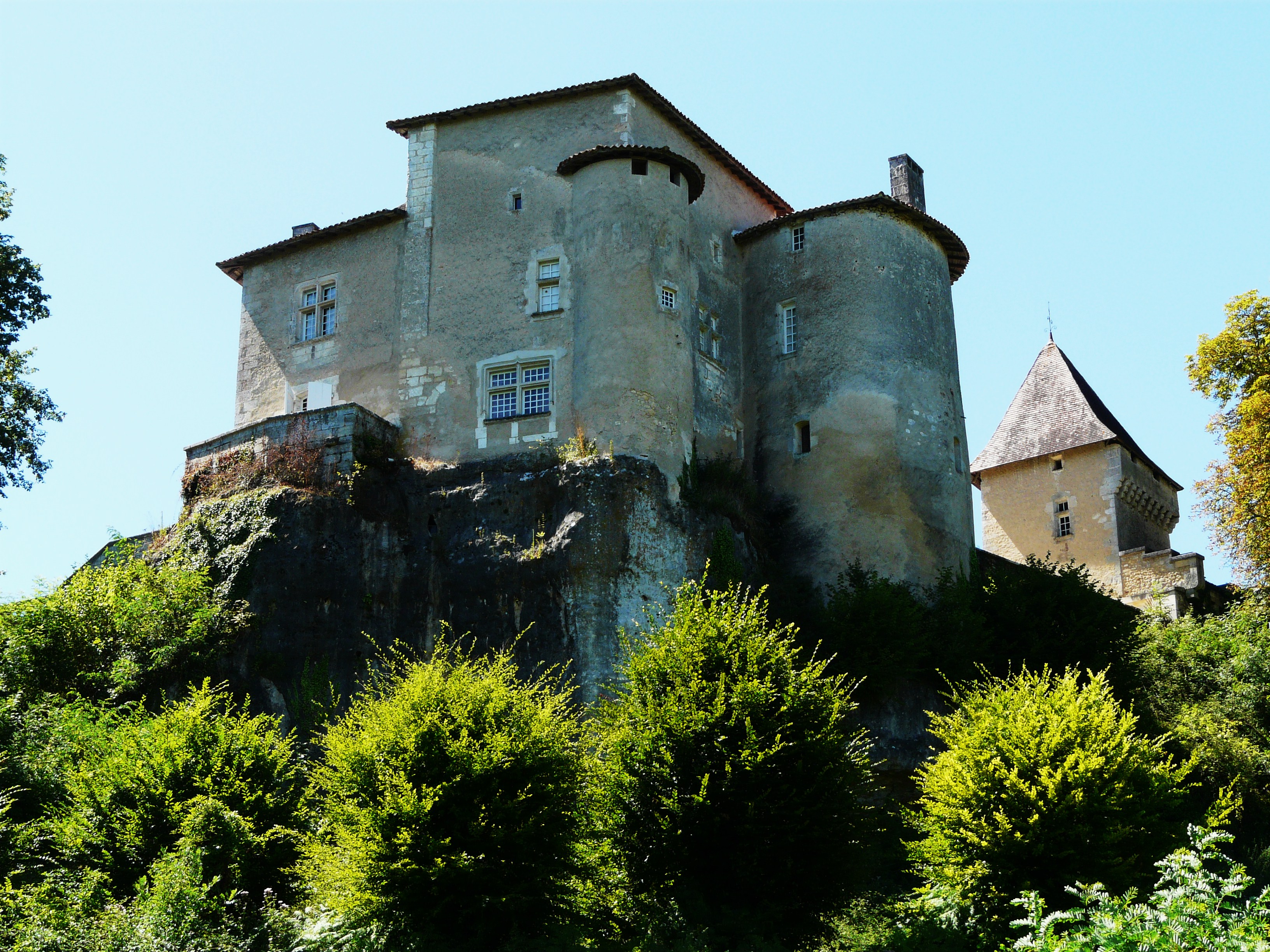
Замок Рамфор
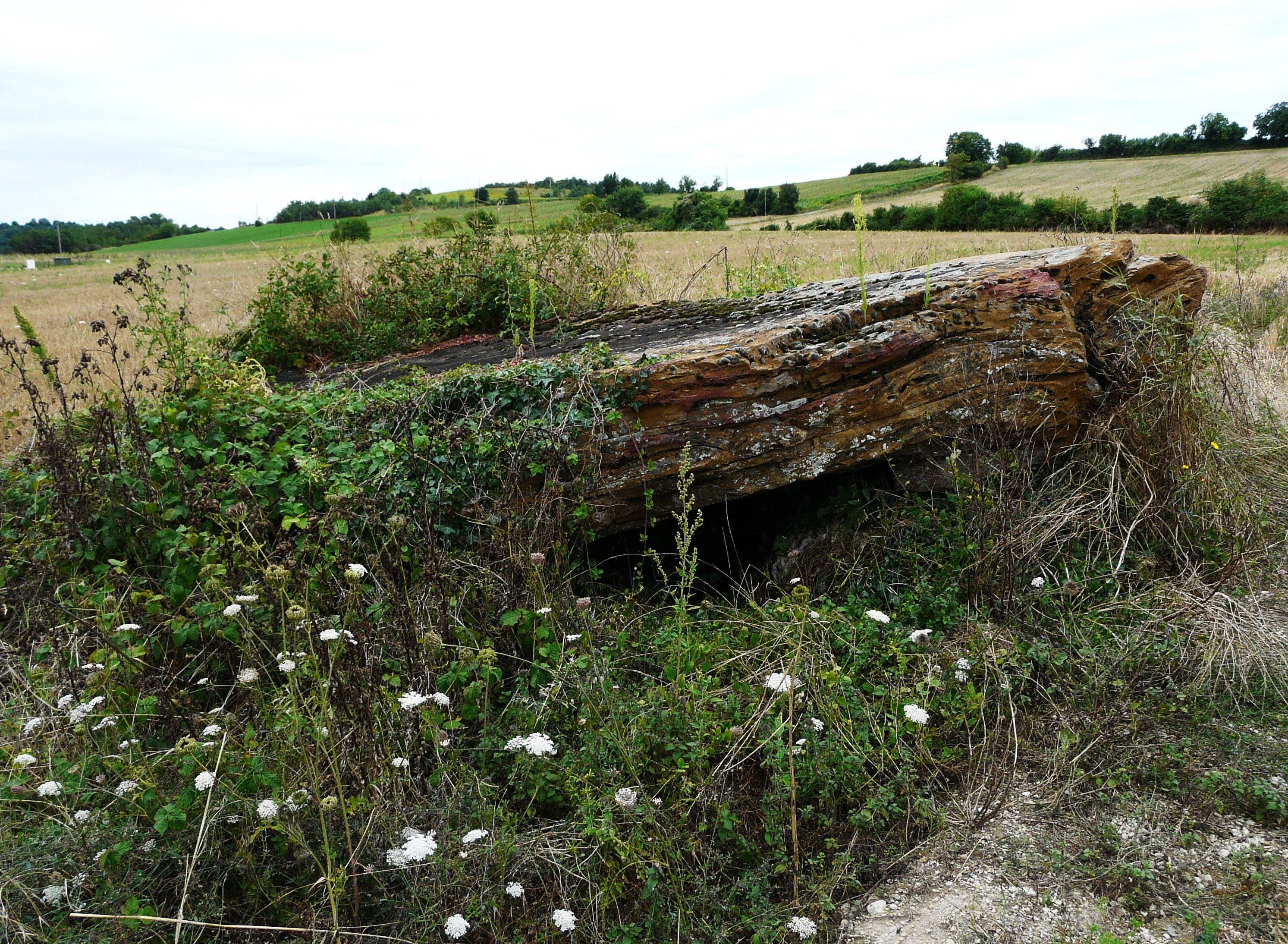
Дольмен Лапружес
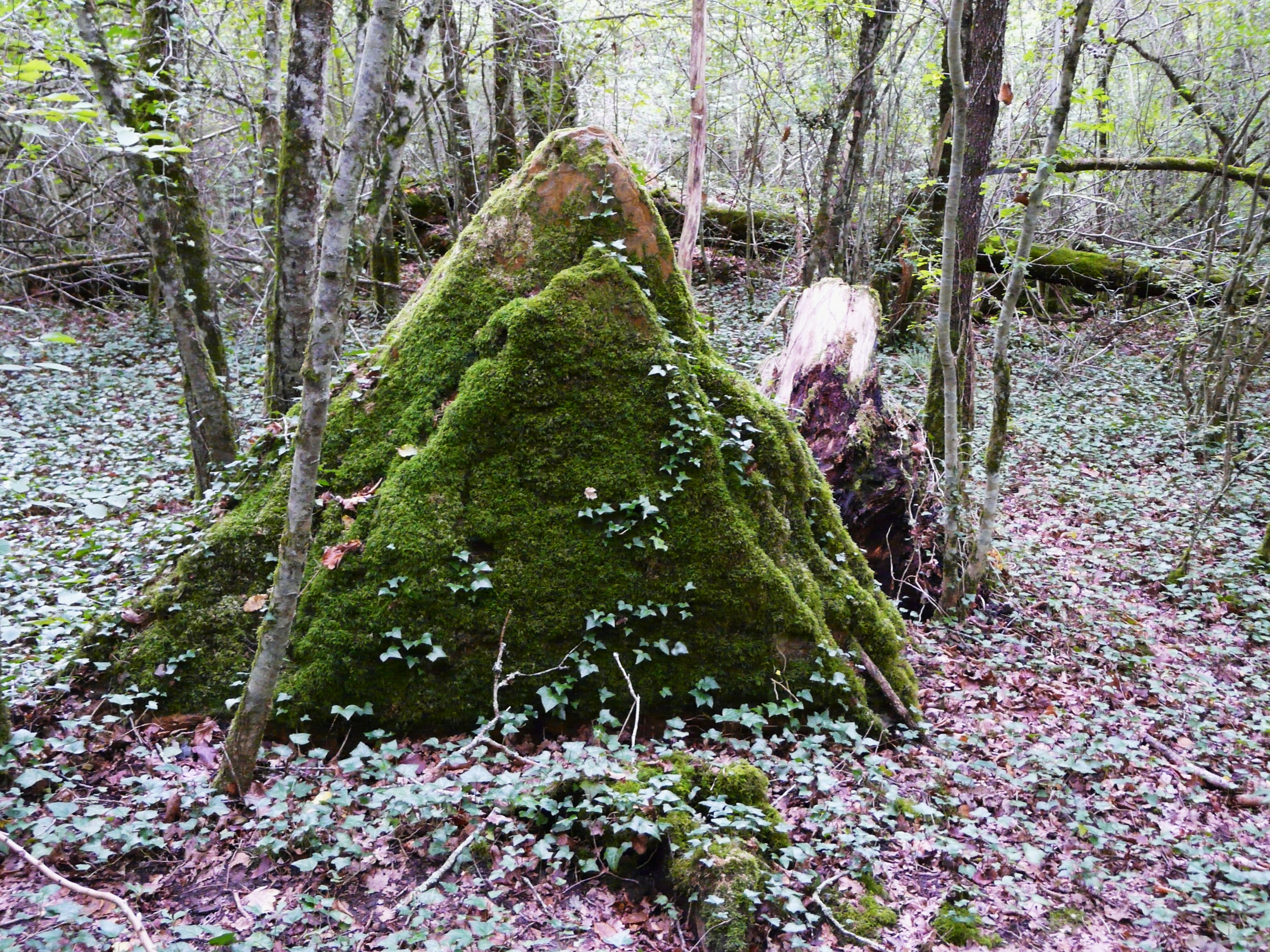
Мегалит Куту